# Fujara trombita

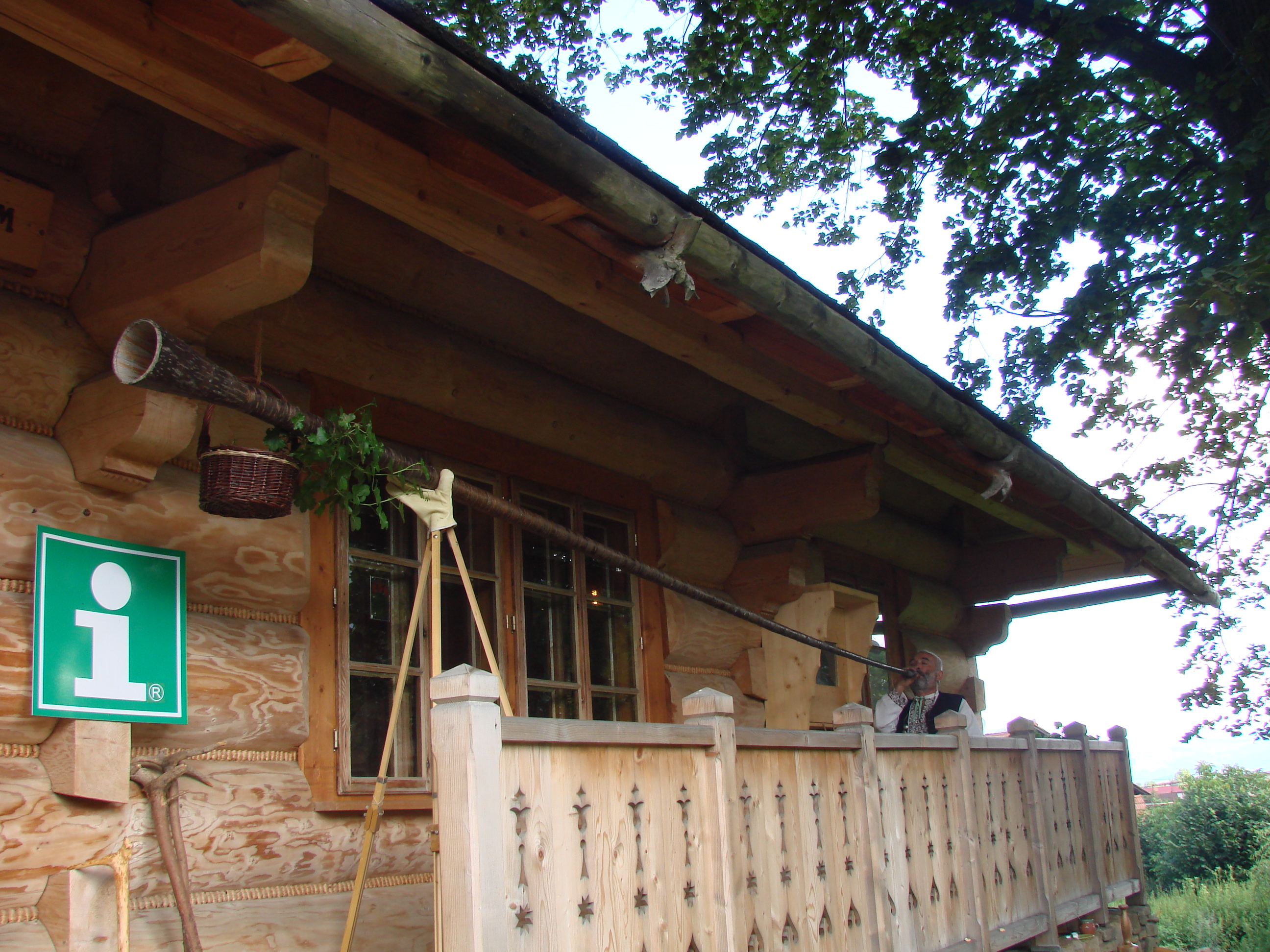
Goralská trombita z Beskyd – tzv. trouba

Fujara trombita je největším lidovým hudebním nástrojem Slovenska, dosahuje délky i 550 cm s průměrem až 20–25 cm, skládá se ze dvou částí: z kónicky se rozšiřující trubice a nátrubku. Kónická trubice je složena ze dvou vydlabaných plášťů, které jsou na přilehlých plochách slepené živicí, stáhnuté dřevěnými nebo plechovými obručemi a ovinuté třešňovou nebo březovou kůrou, nátrubek je hrubostěnná cylindrická trubička vsazená do ústí tenčího konce trombity. Tělo nástroje se vyrábí z jedle, smrku nebo z javoru s dostatečně vysokým kmenem, při hře se rty hráče přitlačují na nátrubek, mezi kterým je v pohybu proud vzduchu, prací s rty, zmenšením otvoru rtů, dochází k jejich chvění, které se přenáší na vzduchový sloupec nasazeného nátrubku, který podnítí kmitavý proces vzduchového sloupce i ve vlastní píšťalové trubici, povaha rtů hráče umožňuje vytváření vyšších harmonických tónů.